# Passo del Predil
Il passo del Predil (o passo di Predil, in sloveno Prelaz Predel, in tedesco Predilpass, 1.156 m s.l.m.) è un valico alpino situato nelle Alpi Giulie, tra Italia e Slovenia, in prossimità del confine italo-sloveno, che prende nome dalla località di Predil (in sloveno Predel), frazione di Plezzo (in sloveno Bovec), collegando l'italiana valle del Rio Lago (Tarvisio) alla slovena Val Coritenza (Plezzo, Goriziano sloveno).

## Geografia fisica
Si tratta di uno dei pochi passi alpini politicamente invertiti rispetto alla loro geografia naturale: il lato Est, amministrativamente sloveno, fa parte della regione fisica italiana (Bacino dell'Isonzo - Mare Adriatico), mentre quello Ovest appartiene allo Stato italiano pur ponendosi sul versante estero dello spartiacque (Bacino della Sava - Danubio - Mar Nero). Un altro passo alpino in condizione analoga è la Forcola di Livigno. 
Il passo è posto tra la Cima del Lago a Sudovest e le Cinque Punte a Nord.

## Storia
Fino al 1918 era completamente all'interno dell'Impero austro-ungarico, poi dal 1918 al 1947 passò al Regno d'Italia diventando confine tra la provincia di Udine e la provincia di Gorizia. Dopo la seconda guerra mondiale ed il passaggio di gran parte della provincia di Gorizia alla Jugoslavia fu per la prima volta attraversato da un confine di Stato, dal 1991 con la Slovenia.
Il passo era già noto ai Romani dal III secolo a.C.. È uno dei passaggi ipotizzati come punto di ingresso dei Longobardi in Italia durante la grande invasione condotta da Alboino nella primavera del 568. Fu teatro di combattimenti nelle campagne napoleoniche del 1797, del 1805 e del 1809 e durante la prima guerra mondiale.

## Galleria d'immagini

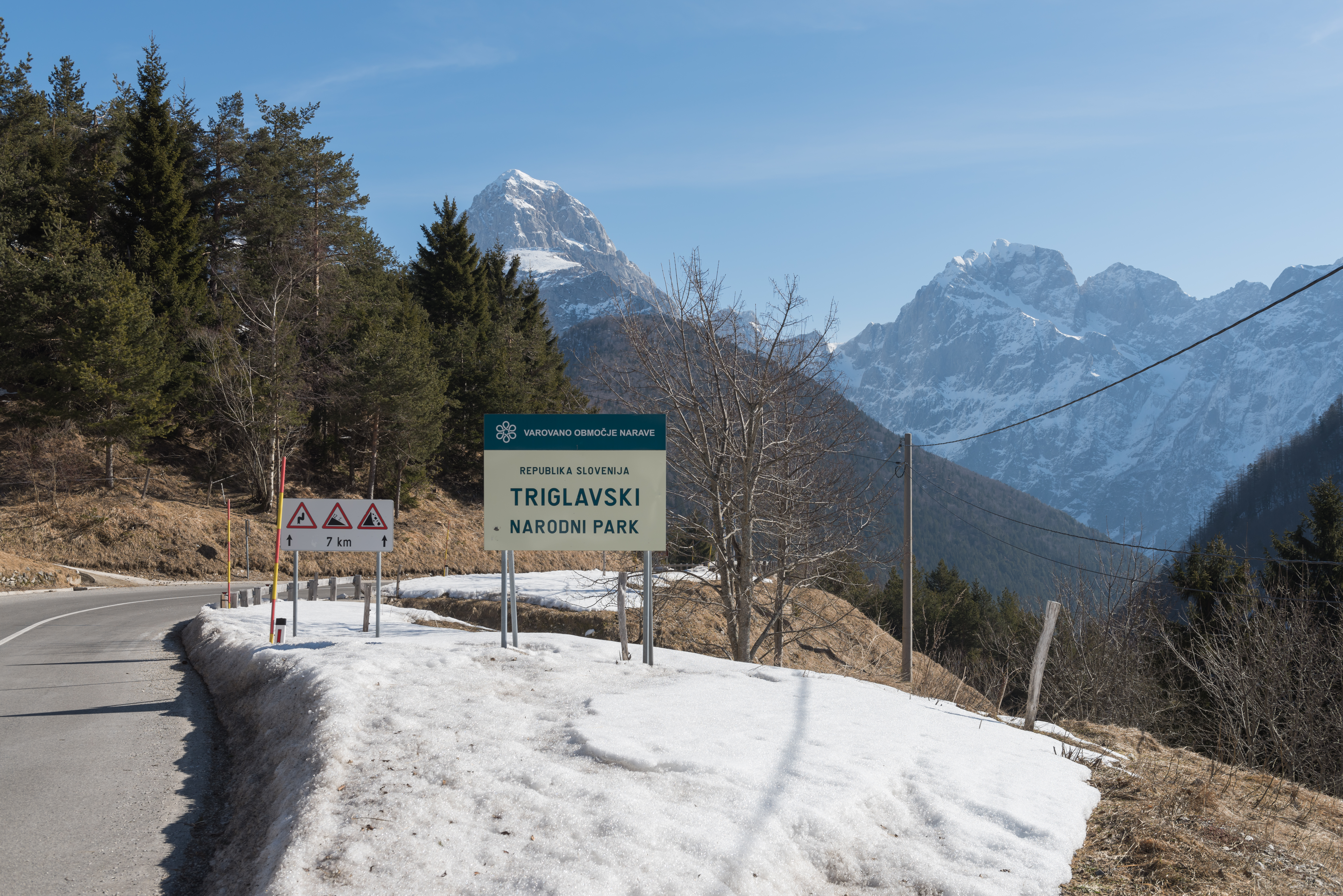
Passo del Predil
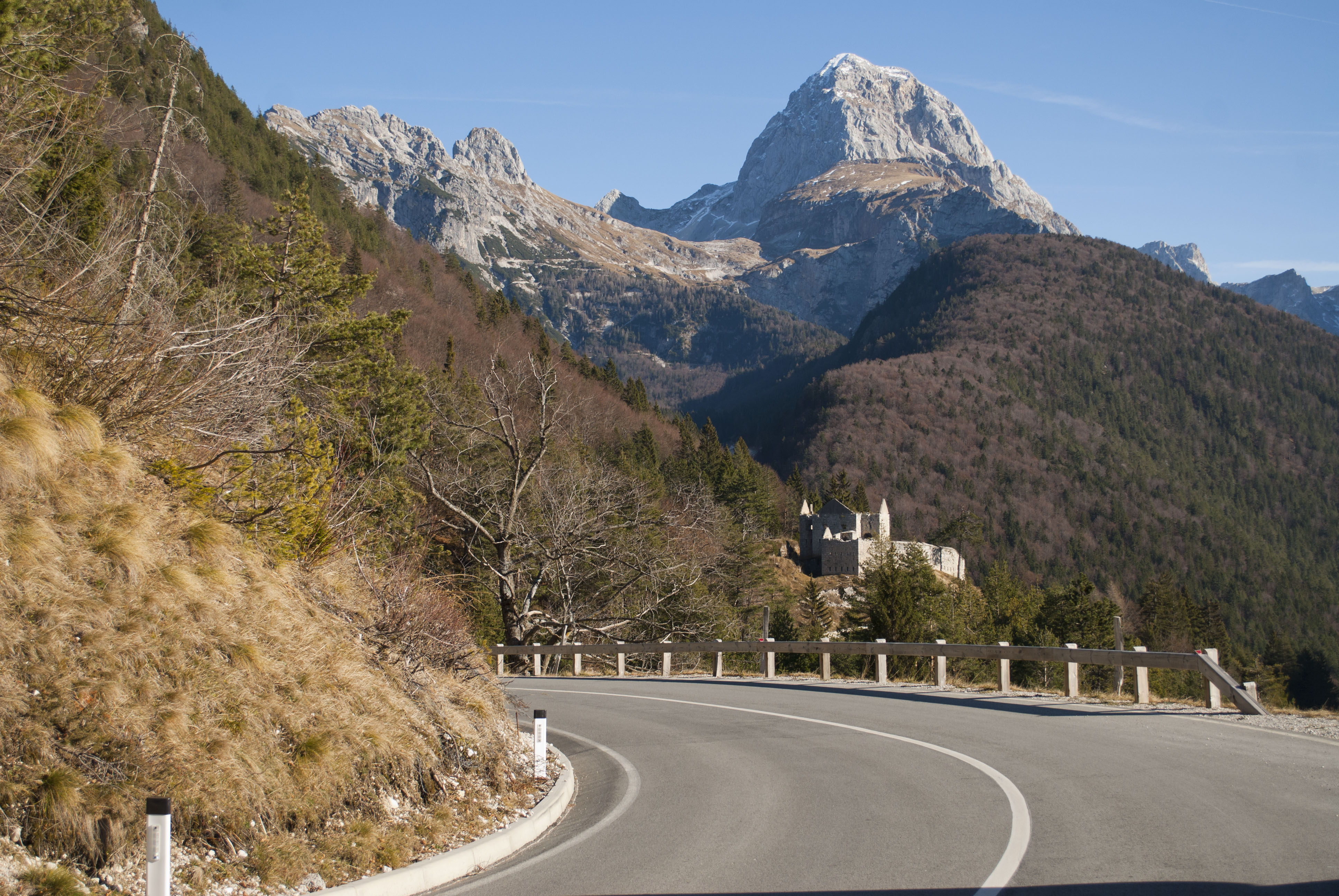
Forte Predil lungo la discesa dal passo in territorio sloveno e Mangart sullo sfondo
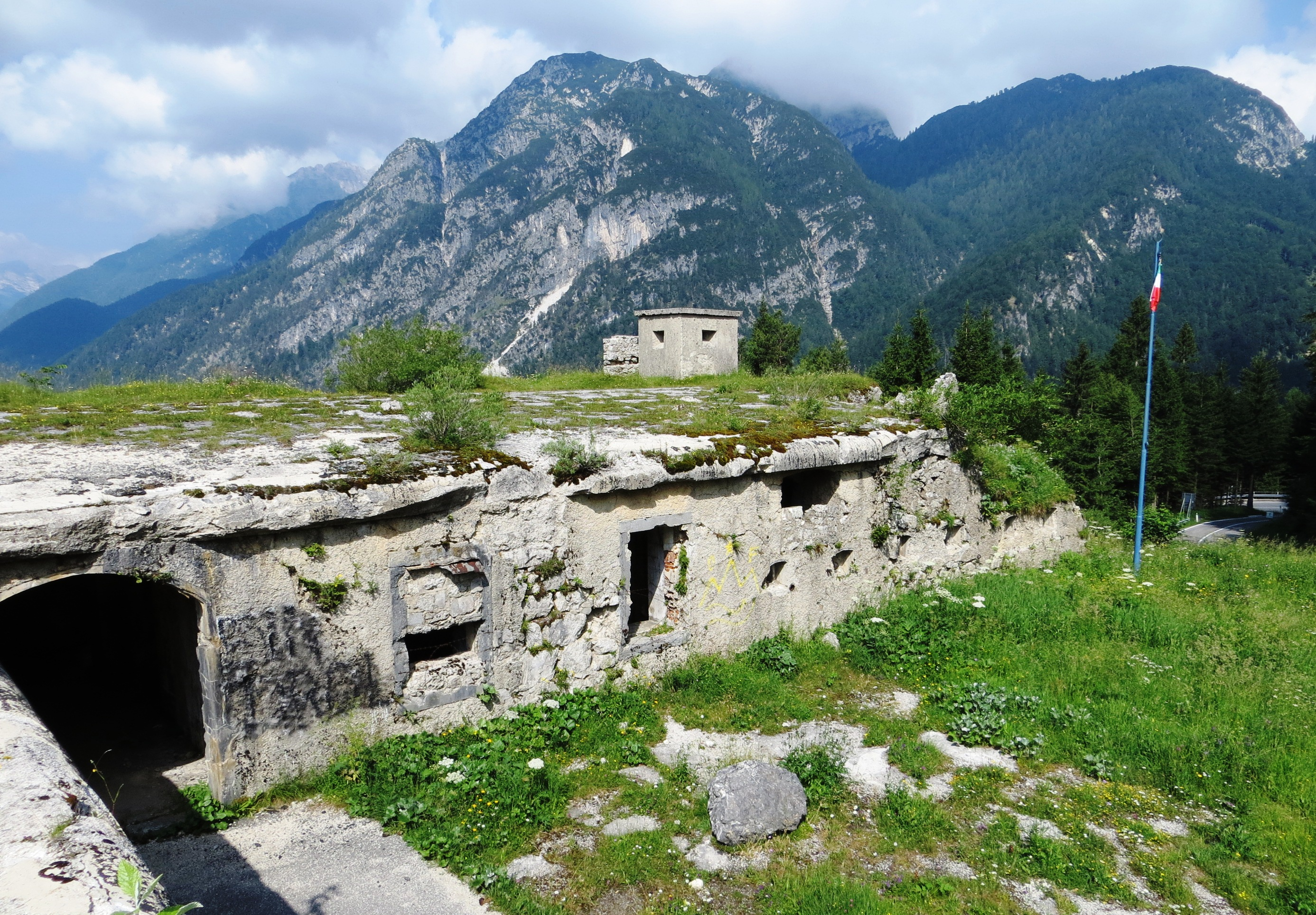
Fortificazioni sul passo
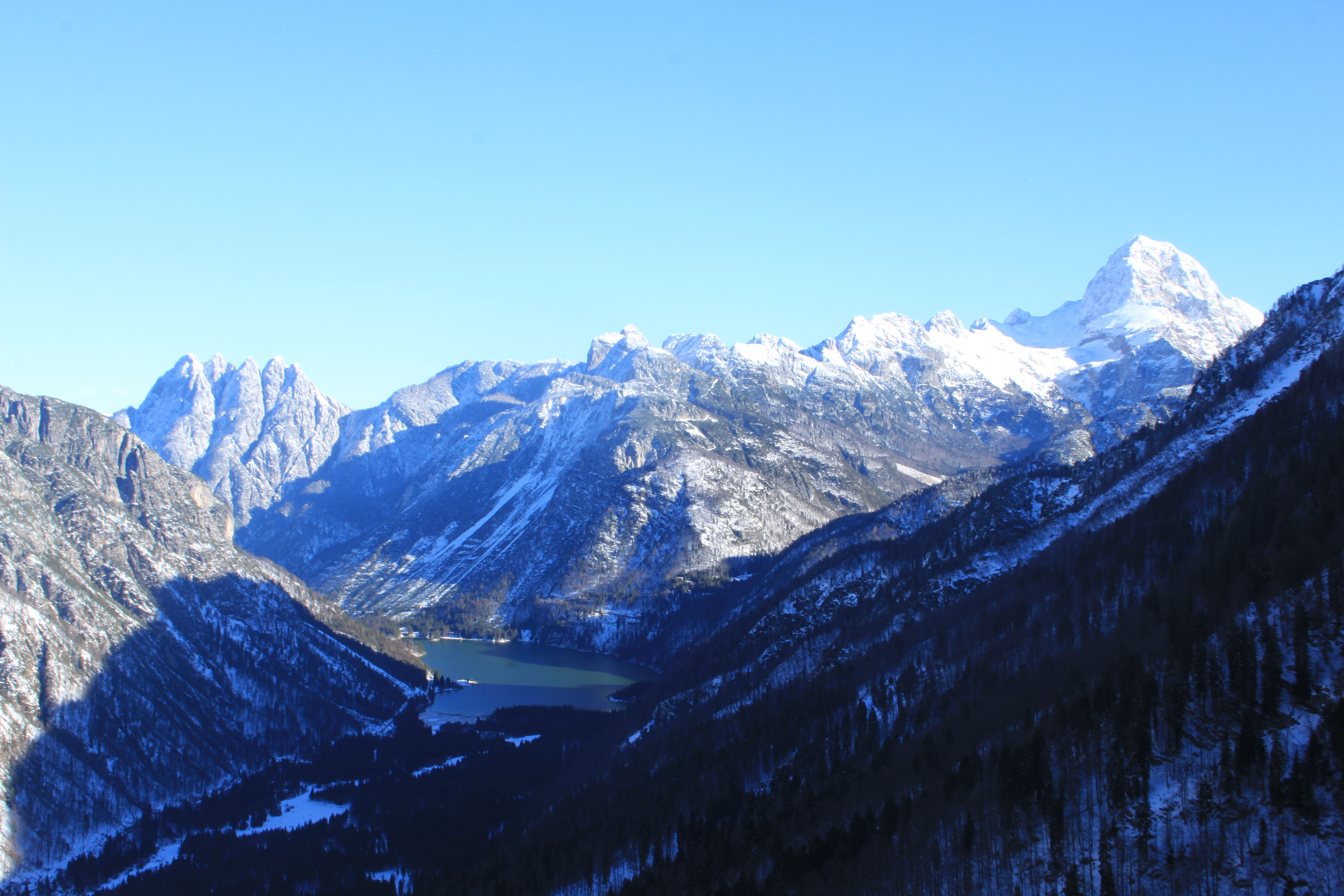
Valle Rio del Lago, Lago del Predil, Mangart e Cinque Punte
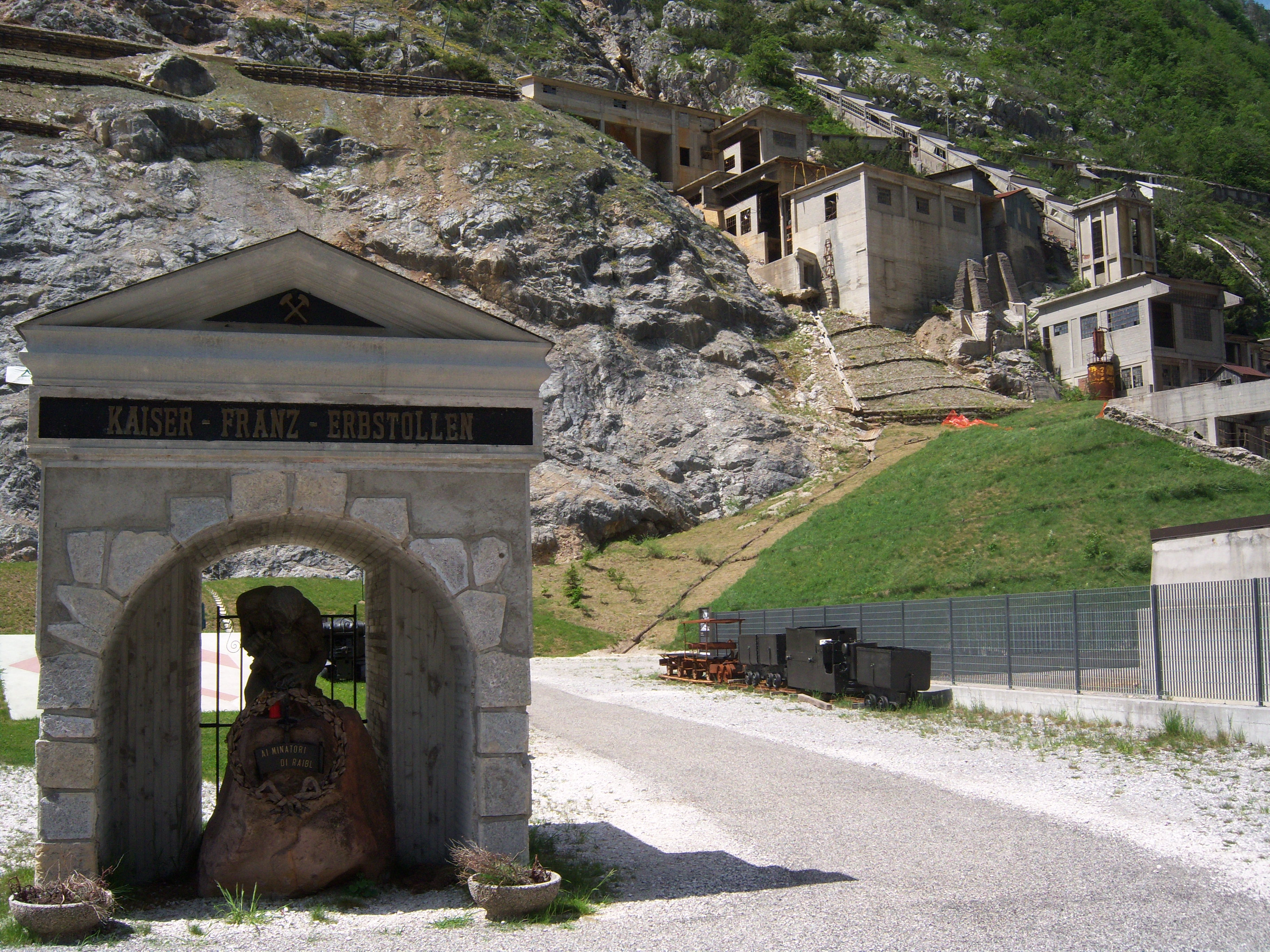
Miniera di Raibl